# Laske-Vedums distrikt
Laske-Vedums distrikt är ett distrikt i Vara kommun och Västra Götalands län. 
Distriktet ligger söder om Vara. 

## Tidigare administrativ tillhörighet
Distriktet inrättades 2016 och utgörs av en del av området som Vara köping omfattade till 1971, delen som före 1967 utgjorde socknen Laske-Vedum.
Området motsvarar den omfattning Laske-Vedums församling hade vid årsskiftet 1999/2000.